# Estnäs distrikt
Estnäs (finska: Vironniemi) är ett av fem distrikt i Södra stordistriktet i Helsingfors stad. 
Estnäs har följande tre stadsdelar:
- Kronohagen
- Gloet
- Skatudden